# Spaniotoma multiannulata
Spaniotoma multiannulata är en tvåvingeart som först beskrevs av Tokunaga 1940.  Spaniotoma multiannulata ingår i släktet Spaniotoma och familjen fjädermyggor.
Artens utbredningsområde är Taiwan. Inga underarter finns listade i Catalogue of Life.